# Telaprocera maudae
Espèce
Telaprocera maudae est une espèce d'araignées aranéomorphes de la famille des Araneidae.

## Distribution
Cette espèce est endémique d'Australie. Elle se rencontre au Queensland et en Nouvelle-Galles du Sud.

## Publication originale
- Harmer & Framenau, 2008 : Telaprocera (Araneae: Araneidae), a new genus of Australian orb-web spiders with highly elongated webs. Zootaxa, no 1956, p. 59-80.